# Афанасьев, Борис Михайлович
Борис Михайлович Афанасьев (1920—1976) — полковник Советской Армии, участник Великой Отечественной войны, Герой Советского Союза (1945).

## Биография
Борис Афанасьев родился 5 июня 1920 года в Брянске в рабочей семье. Окончил фабрично-заводское ученичество, после чего работал токарем, затем бригадиром ремонтной базы № 6 посёлка Урицкий в черте города Брянск. В 1940 году был призван на службу в Рабоче-крестьянскую Красную Армию. В 1941 году окончил Чугуевскую военную авиационную школу пилотов. С апреля 1943 года — на фронтах Великой Отечественной войны. К апрелю 1945 года капитан Борис Афанасьев был заместителем командира эскадрильи 21-го истребительного авиаполка 259-й истребительной авиадивизии 3-й воздушной армии 3-го Белорусского фронта. В 1943 году вступил в ВКП(б).
В 1943—1945 годах Афанасьев совершил 367 боевых вылетов, принял участие в 23 воздушных боях, в которых сбил лично 8 самолётов и 1 самолёт в группе.
Указом Президиума Верховного Совета СССР от 29 июня 1945 года капитан Борис Афанасьев был удостоен высокого звания Героя Советского Союза с вручением ордена Ленина и медали «Золотая Звезда».
После окончания войны продолжил службу в Советской Армии. В 1956 году окончил курсы усовершенствования офицерского состава.
В 1955—1957 годах — командир 348-го иап 113-й иад 22-й воздушной армии (штаб в Петрозаводске).
В 1960 году в звании полковника был уволен в запас. Умер 14 сентября 1976 года. Похоронен в Риге, на кладбище Микеля.
Был также награждён тремя орденами Красного Знамени, двумя орденами Отечественной войны 1-й степени, рядом медалей.

## Список известных побед Б. М. Афанасьева
Всего сбитых самолётов — 8 + 1 [ 7 + 1 ]; боевых вылетов — 367; воздушных боёв — 23.
| № | Дата          | Сбитые самолёты              | Место воздушного боя | Свой самолет |
| - | ------------- | ---------------------------- | -------------------- | ------------ |
| 1 | 06.06.1943 г. | 1 FW-189                     | сев. Юганы           | Ла-5         |
| 2 | 06.08.1943 г. | 1 Ме-109                     | Морозово             | Ла-5         |
| 3 | 13.08.1943 г. | 1 FW-190                     | юго — вост. Кислово  | Ла-5         |
| 4 | 06.09.1943 г. | 1 FW-190                     | Смоленск — Диковщина | Ла-5         |
| 5 | 12.10.1943 г  | 1 FW-189. (в группе — 1 / 3) | зап. Торговище       | Ла-5         |
| 6 | 21.07.1944 г. | 1 FW-190                     | Руделяй              | Ла-5         |
| 7 | 22.07.1944 г. | 1 FW-190                     | юж. Двинск           | Ла-5         |
| 8 | 05.04.1945 г. | 1 FW-190                     | Пиллау               | Ла-5         |